# Kötőgép

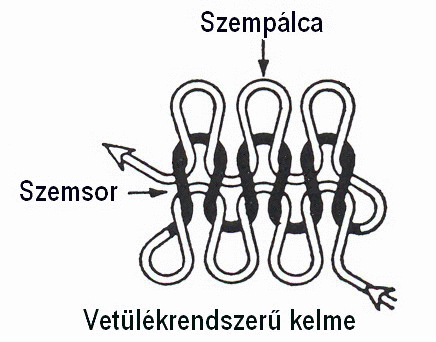

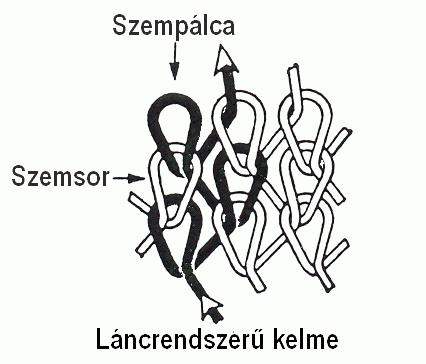

A kötőgép a textiliparban alkalmazott gépek körébe tartozik: a kézi munkával végzett kötés műveletének gépesített megoldása és kötött kelmék és/vagy darabáruk készítésére szolgál. Működése azon alapul, hogy a gyártáshoz felhasznált fonalból hurkokat és azokból egymáshoz kapcsolódó szemeket képez – ezek összessége alkotja a kötött kelmét. A gépek alkalmasak arra, hogy programozható vezérlésük révén a szemek kialakítását és egymáshoz való kapcsolódását sokféleképpen módosítsák. Ez teszi lehetővé, hogy változatos mintázatokat és különböző tulajdonságú kelméket állítsanak elő rajtuk, sokféle ruházati cikk mellett különféle ipari, mezőgazdasági, egészségügyi termékeket. Ezek nagy népszerűsége és elterjedtsége a kötőgépek nagyarányú fejlődéséhez vezetett és a kötőgépet a textilipar fontos termelőberendezésévé tették. Ilyen gépeket korábban csak Európában és az USA-ban gyártottak, de ma már Ázsia több országában is jelentős és egyre növekvő kötőgépgyártás folyik. Magyarországon számottevő kötőgépgyártás nem volt (kivéve egyfajta síkkötőgép gyártását az 1960-as, 70-es években), ma egyáltalán nincs gyártás.
A szövetekkel ellentétben, amelyek két egymást keresztező fonalrendszer: a lánc- és a vetülékfonal összekapcsolódásával épülnek fel, a kötőgépeken általában egy fonalrendszert alkalmaznak, amely vagy vetülék-, vagy láncfonalrendszer, aszerint, hogy a fonalak haladási iránya a kelme képzése közben a gyarapodás irányára merőleges (mint a szöveteknél a vetülékfonalaké), vagy azzal párhuzamos (mint a szövetekben a láncfonalaké). Ennek megfelelően a kötőgépeknek alapvetően két változata van:
- a vetülékrendszerű kötőgépeken a fonal haladása kötés közben a kelme gyarapodási irányára merőleges (szemsor irányú),
- a láncrendszerű kötőgépeken ezzel szemben a fonalak haladási iránya a kelme gyarapodási irányával egyező (szempálca irányú).

## Történeti áttekintés

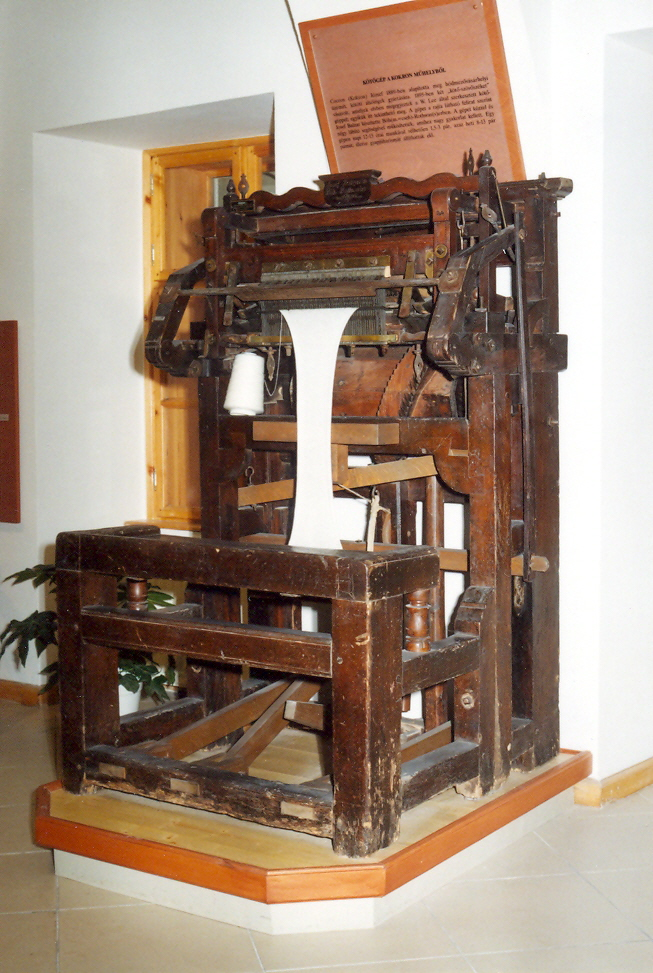
1895-ből származó
Lee-rendszerű kötőgép
az egykori óbudai Textilmúzeum gyűjteményében

Egy angol lelkész, William Lee találta fel a kötőgépet 1589-ben, eredetileg harisnyakötés céljára. Találmánya támogatására nem tudta I. Erzsébet királynő hozzájárulását megnyerni és a kézzel dolgozó harisnyakötő iparosok is ellenségesen fogadták. Maximilien de Béthune (Sully herceg) felhívására, hogy találmányát Franciaországban is meghonosítsa, Lee 1612-ben gyártelepet rendezett be Rouenban, de találmányát itt sem méltatták eléggé, így az csak halála után találta meg az elismerést.
Nagy szerepe volt a kötőgépek fejlődésében a szintén angol William Cottonnak, aki 1864-ben szabadalmaztatta az azóta is cotton-gépnek nevezett, függőleges helyzetű horgastűkkel működő síkhurkológépet, amely már szaporítani és fogyasztani is tudott (azaz rajta a kötés szélességét növelni, illetve csökkenteni lehetett). 1768-ban Josiah Crane készítette az első, horgas tűkkel működő láncrendszerű kötőgépet, amit ma lánchurkológép néven ismerünk. A kanalas tűt a francia Pierre Jeandeau találta fel az 1800-as évek elején (az évszám bizonytalan, 1802, 1803 vagy 1806 lehet), de mint feltaláló az angol Matthew Leo Townsend neve terjedte el, aki az általa kidolgozott konstrukciót 1849-ben szabadalmaztatta. Ilyen tűkkel először az amerikai Isaac Wixom Lamb készített kötőgépet 1863-ban: ez volt az első, kézzel hajtott síkkötőgép. Az ugyancsak kanalas tűkkel működő harisnya-körkötőgépet, amely a harisnya sarkának és orrának kialakítására is alkalmas, 1866-ban az amerikai MacNary találta fel. Az 1859-ben szabadalmaztatott raschel-gép, a láncrendszerű kötőgép kanalas tűkkel működő változata, szintén angol találmány. (A raschel-gép nevet egy német gépgyár adta, amely egy francia színésznő, Élisabeth-Félice Rachel révén népszerűsítette a gép termékét, egy sálat. Neve a németes raschel-gép írásmódban maradt fenn.) A 20. század nagyarányú technikai fejlődése a kötőgépek terén is érvényesült, ez újabb tűfajták (tolókás tű, karabínertű), gépkonstrukciók bevezetéséhez és széles körű elterjedéséhez, a gépteljesítmények jelentős növeléséhez, a számítógép-vezérlés révén a mintázóképesség növeléséhez vezetett.

## Fogalommeghatározások
A kötőipar a 19. század végén honosodott meg Magyarországon. A 20. század első évtizedeiben alakult gyárak osztrák, német és cseh szakembereket szerződtettek – az általában Németországban gyártott és onnan behozott – gépek telepítésére, a munkások betanítására, és az ezzel a szakmával foglalkozó és forgalomba került szakkönyvek is mind német nyelvűek voltak. Ennélfogva abban az időben a német szaknyelv terjedt el ebben az iparágban és ennek nyomai még a mai napig is felismerhetők a szakirodalomban és az üzemi zsargonban.
Korábban a hazai textilipar lényegében csak a szövést ismerte a kelmeképző eljárások közül. Érthető tehát, hogy ezt a újonnan megjelent eljárást is a szövéshez hasonlították és ha magyar megnevezést kívántak alkalmazni, erre a „kötszövés” szót alkották meg. Ez azonban helytelen, hiszen a szövéstől teljes mértékben különböző technikai megoldásról van szó. Ennek ellenére még ma is él ez a szó, az 1978-ban megjelent Magyar értelmező kéziszótárban is szerepel „kötszövő” és „kötszövött” formában (amellett szakmailag sajnos teljesen hibás értelmezésben). A kötszövés szó eredetét Pálinkás András A kötő és hurkolóipar c. szakszótára előszavában azzal magyarázza, hogy 1875-ben a vallás- és közoktatásügyi minisztérium egy tisztviselőjét Németországba küldte azzal a feladattal, hogy ott tanulmányozza a harisnya- és trikóáruk (mai szóhasználattal: kötött alsóruházati termékek) gyártását. Hazatértekor ő javasolta a kötszövés, kötszövöt áru elnevezés bevezetését.
A német szaknyelvben eredetileg két szakkifejezést alkalmaztak, attól függően, hogy az adott gép kanalas vagy horgas tűkkel dolgozott-e. Abban az időben ugyanis csak ez a két tűfajta volt használatban ezeken a gépeken. A kanalas tűkkel dolgozó gépeket Strickmaschine, a horgas tűkkel dolgozókat Wirkmaschine szóval különböztették meg. Ezeket fordította le Pálinkás András 1937-ben megjelent, említett szakszótárában – amely az első kísérletnek tekinthető a kötőipar szaknyelvének megmagyarítására – kötőgépre ill. hurkológépre. Ezek a szakkifejezések valóban elterjedtek és ezeket vette át például Monostori Antal is 1942-ben megjelent Hurkolt kelmék és készítésük c. műegyetemi tankönyvében, azzal, hogy ő általános értelemben használta a hurkolás szót. Megfogalmazása szerint ugyanis a szóban forgó kelmefajta készítése „lényegében hurokszemek készítéséből és összekapcsolásából áll”. (A hurokszem is Pálinkás említett szótárából származik, a német Masche megfelelője, amit ma a szakma egyszerűen szemnek nevez.) Később – elsősorban Vékássy Alajos szakirodalmi munkássága nyomán – sok esetben egyszerűen csak a „hurkolás”, „hurkolóipar” kifejezéseket használták általános értelemben (nem igazán helyesen).

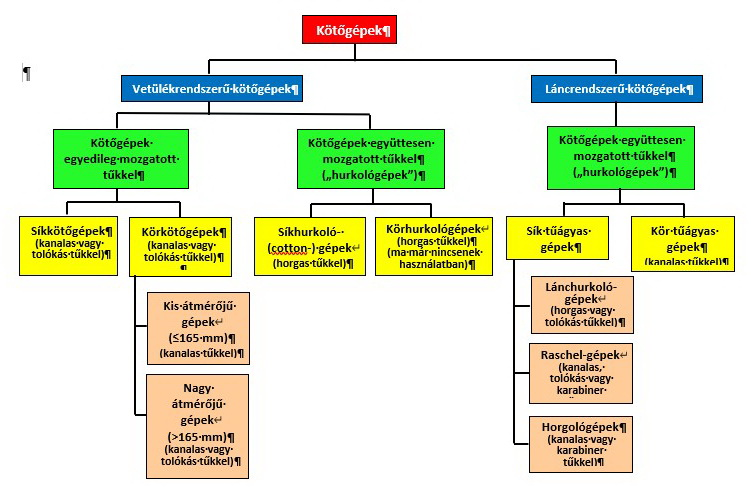
A kötőgépek csoportosítása

Az a helyzet, hogy csak kanalas vagy horgas tűkkel készítettek kötő- ill. hurkológépeket, csak a 20. század közepéig állt fenn. Az 1950-es években jelent meg a ma tolókás tűknek nevezett tűfajta, ami régebbi találmány ugyan (1856-ban szabadalmaztatta az angol Jeacock), de korábban a technikai fejlődés még nem ért el arra a fokra, hogy tömeggyártása és a kötő- ill. hurkológépeken való alkalmazása lehetővé vált volna. Ezt követte a 20. század utolsó harmadában a karabinertű megjelenése és használata. Így a mai kötő- és hurkológépeken négyféle tűt használnak, a konstrukciótól függően (mindegyiknek megvannak a maga előnyei és korlátai, főleg az elérhető gépfinomság, gépsebesség és mintázási lehetőségek terén), nem indokolt tehát, hogy csak az eredeti értelmezésben alkalmazzák a kötés ill. hurkolás fogalmát. Az újabb értelmezés szerint
- kötőgépeknek nevezik azokat a gépeket, amelyeken a tűket (ezek most általában kanalas, ritkábban tolókás tűk) egyenként külön-külön mozgatják,
- hurkológépeknek pedig azokat, ahol a tűk egy közös sínbe befogva egyszerre és egyformán mozognak (ezek ez idő szerint általában horgas, tolókás vagy karabinertűk).

A különbség egyébként csak a gépkonstrukcióban nyilvánul meg, a kelme kinézetében ez nem látszódik. Csak a hozzáértő szakember tudja megállapítani, hogy egy adott kelme melyik fajta gépen készülhetett.
A kötszövés kifejezést Pálinkás és Monostori javaslata alapján az 1930-1940-es évektől a szaknyelvben már a kötés-hurkolás váltotta fel (bár a „kötszövés”, mint említettük, nem ment feledésbe). Mivel azonban az említett oknál fogva (a további tűfajták megjelenésével) ez is idejét múlttá vált, az 1985-től hatályba lépett MSZ 11398/2-84 sz. „Kötőipari fogalommeghatározások. Technológia” c. magyar szabvány a köznyelvben is elterjedt kötés szót jelölte meg összefoglaló értelmezésben, amelynek két eljárását különböztette meg: a kötést és a hurkolást, a fentebb adott jelentésükkel. Bár a „kötés-hurkolás” ill. „kötött-hurkolt” szóhasználat nem szűnt meg teljesen (például a több jogszabályban is ez szerepel), a mai szakirodalom igényesebb kiadványai a mai szemlélet szerint használják ezeket a szakkifejezéseket.
Itt érdemes megjegyezni, hogy a nagy európai nyelvek (beleértve az amerikai angolt és a dél-amerikai spanyolt és portugált is) nem vették át a német Wirkerei/Strickerei megfelelőjét. Az angol knitting, a francia tricotage, az olasz lavoro a maglia vagy tricotaggio, a spanyol tejedura de punto vagy tricotaje, a portugál tecelagem de malha vagy tricotagem egyaránt jelenti a kötést és a hurkolást. Az oroszban viszont megjelenik a трикотаж mint a kötés, a вязание mint a hurkolás megfelelője, bár az utóbbi a kézikötést is jelenti. A mai német szaknyelv is áttért az újabb értelmezésre és például a kötöttáru megfelelője a korábbi „Strick- und Wirkware” helyett a „Maschenware” (szemekből készült termék), a „kötőipar”-é a „Maschenindustrie” stb.

## A kötőgépek működési elve

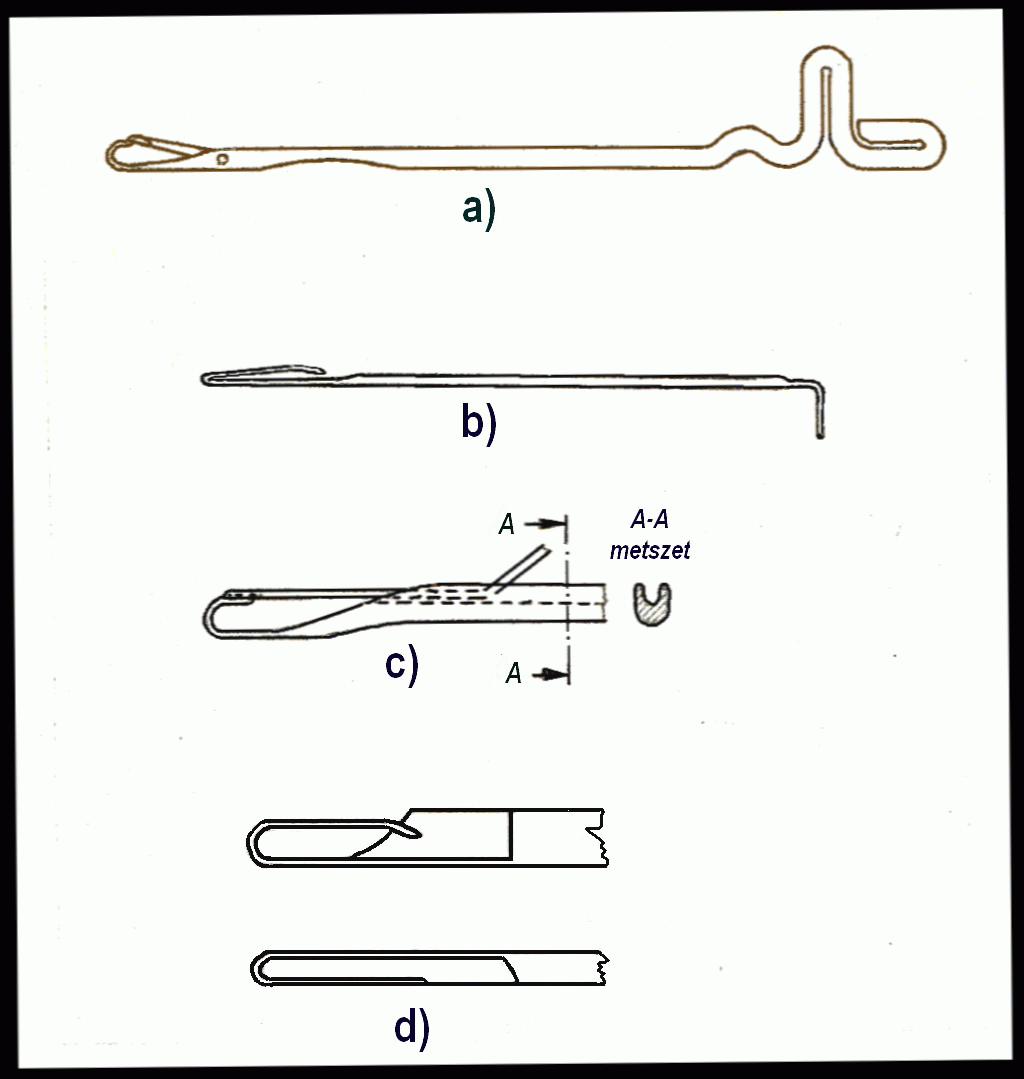
A kötőgépekben kanalas (a), horgas (b), tolókás (c) vagy karabíner- (d) tűket használnak

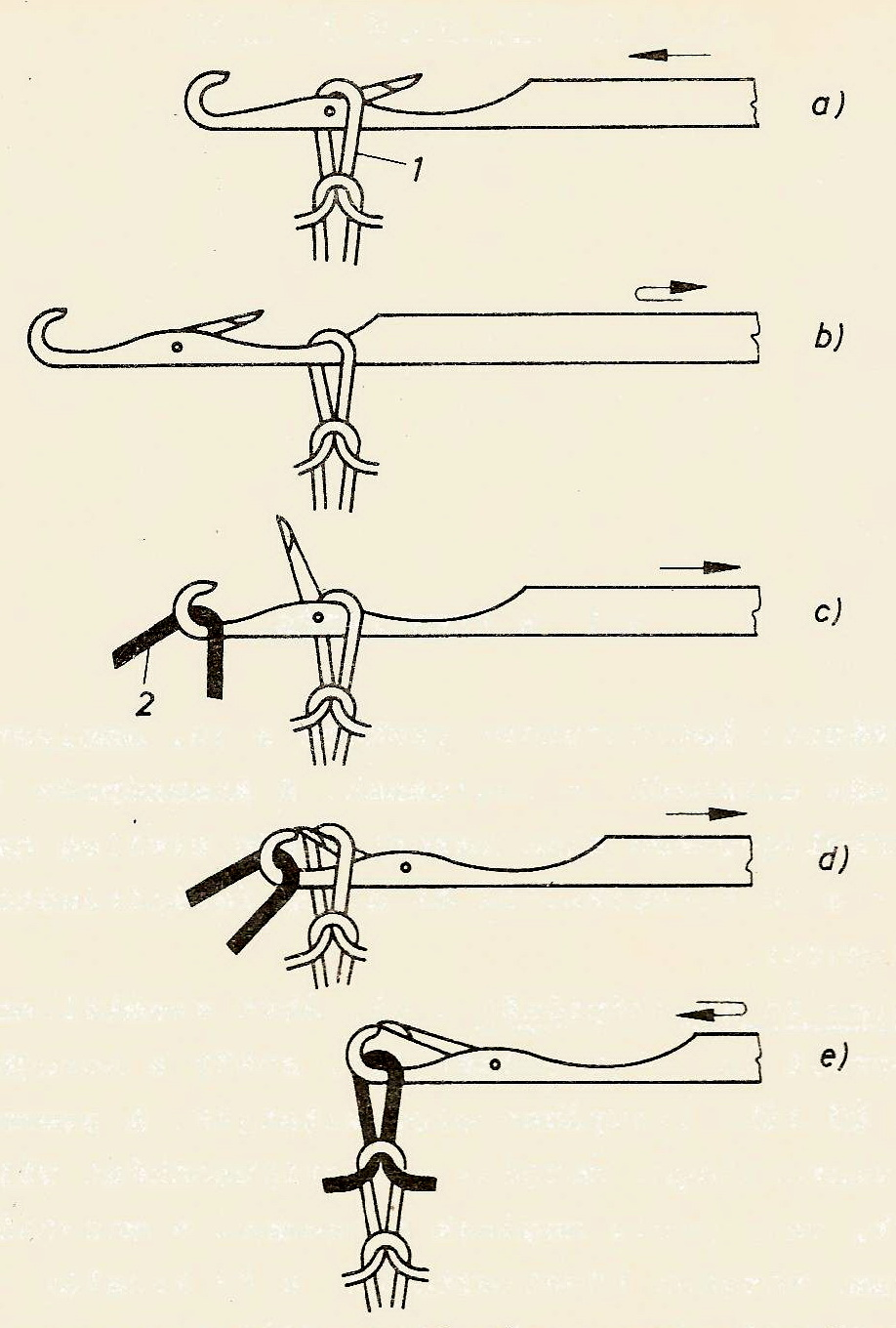
A szemképzés lefolyása kanalas tűn. 1 – Régi szem, 2 – Új fonal

A kötőgépekben tűk dolgoznak, ezeken képződnek a szemek. Lee gépében horgas tűk dolgoztak, így őt lehet egyúttal ennek a tűfajtának a feltalálójául is tekinteni.
A tűk a tűágyban foglalnak helyet. A tűágy alakjától függően megkülönböztetünk sík- és körgépeket. A síkgépek tűágya egyenes vonalú, a körgépeké tárcsa vagy henger alakú.
A vetülékrendszerű gépeket az jellemzi, hogy elvileg akár egyetlen fonalból is készíthetik a kötött kelmét, és ez a fonal a kelme szélességirányában haladva alkot egymás melletti szemeket. A láncrendszerű gépeken annyi fonalra van szükség, ahány tű működik a gépben. Ezek a fonalak a kelme hosszirányában húzódnak, és az egymás melletti fonalakat kapcsolják össze a szemek.
A korszerű kötőgépek jelentős részben automatikus működésűek, igen nagy teljesítményűek, kezelésük nagyon kevés emberi beavatkozást igényel, ugyanakkor számítógépes vezérlésük folytán nagyon bonyolult kelmeszerkezetek előállítására alkalmasak, amit főként a mintázásra lehet jól kihasználni, de nagyban elősegítik a termékek formakialakítását is már magán a kötőgépen. Különösen nagy arányú fejlődés tapasztalható a síkkötőgépek, a nagy átmérőjű körkötőgépek és a harisnyakötőgépek, valamint a raschel-gépek körében, amelyek különösen alkalmasaknak bizonyulnak a mai divatkövetelmények kielégítésére, illetve a nem ruházati felhasználásra szánt kötött termékek gyártására, és amelyekkel a gazdaságos gyártás követelményei különösen magas szinten elégíthetők ki.

## A kötőgépek fő adatai
A kötőgépek legfontosabb adata a gépfinomság, ami a hosszegységre eső tűk számát jelenti. A hosszegység általában az 1 angol hüvelyk (1 inch = 25,4 mm), bár egyes gépgyárak ettől eltérnek. Ha az 1 angol hüvelyk a hosszegység, ezt E betűvel jelölik. Így egy 12 E finomságú kötőgépen 25,4 mm-re 12 tű esik. A leggyakrabban alkalmazott gépfinomságok ez idő szerint 2-től 60 E-ig terjednek. Minél kisebb ez a szám, annál durvább gépről van szó, ennek megfelelően annál vastagabb fonal dolgozható fel rajta, annál durvább szerkezetű, annál vastagabb kötöttáru készíthető a gépen.
Sík tűágyas gépeken nagyon fontos adat a tűágy hosszúsága, mert ez határozza meg, milyen széles kelme készíthető a gépen. Körkötőgépeken az ennek megfelelő adat a tűágy átmérője: minél nagyobb átmérőjű a gép, annál nagyobb átmérőjű cső alakú kelme készítésére alkalmas, amit aztán vagy cső alakban, vagy hosszában felvágva és kiterítve dolgoznak fel.
Jellemző adata a kötőgépnek, hogy egyidejűleg hány szemsort készít, ez az ún. munkaegységek számától függ. Minél nagyobb ez a szám, annál nagyobb teljesítményre képes a gép és annál változatosabb minták készítését teszi lehetővé.

## A kötőgépek alkalmazásai
A sokféle kötőgép számos alkalmazási lehetőséget biztosít.

### Ruházati alkalmazások
Legelterjedtebbek a ruházati cikkek készítésére használt gépek. Pulóvereket, kardigánokat, kötött ruhákat leggyakrabban síkkötőgépen készítenek, mert ezek ma már alkalmasak arra, hogy a szabásmintának megfelelő, vagy azt jól közelítő alakra kössék meg a ruhadarab egyes részeit (eleje, háta, ujjak, gallér), amiket azután szabás nélkül vagy csak nagyon kevés szabászati munkával (és így nagyon kevés hulladék képződésével) lehet a varrodában feldolgozni, és a kész ruhadarabot előállítani. Ma már olyan síkkötőgépeket is készítenek, amelyek az egész ruhadarabot egy darabban, teljesen automatikus vezérléssel szinte készre kötik, így azok semmilyen vagy csak minimális konfekcionálást (szabást, varrást) igényelnek („egybekötött ruhadarabok”). Ez jelentős megtakarítást jelent az anyag- és munkaráfordításban. Ugyancsak ilyen felsőruházati kötöttáruk gyártására használják a síkhurkológépeket is, amelyek szintén képesek alakra kötni az alkatrészeket, azonban ezek kevésbé sokoldalúak, mint a síkkötőgépek.
A síkkötőgépek egy speciális fajtája a kesztyűkötőgép, amely teljesen önműködően, egy darabban köti meg a kesztyű öt ujját, tenyérrészét és kézelőjét.
Ugyancsak a síkkötőgépek körébe tartozik az a gép, amelyen a nálunk svájcisapka néven ismert ruhadarabot készítik.
Az úgynevezett bal-bal síkkötőgépek speciális kialakításuknál fogva egy jellegzetes mintázat előállítását teszik lehetővé. Ma már visszaszorulóban vannak, mert a mai korszerű síkkötőgépek más módon ugyan, de képesek hasonló mintázatok készítésére.
A ruházati cikkek egy megkülönböztetett fajtája a zokni, illetve harisnya, ezek készítésére kis átmérőjű körkötőgépeket használnak. A korszerű zokni- illetve harisnyakötőgépek teljesen önműködően, igen nagy sebességgel dolgoznak. Egyes típusaik a sarkat és az orr-részt öblösre alakítják ki, más fajtáik csak a sarok készítésénél alkalmazzák ezt a módszert, az orr-részt utólag varrással kell kiképezni, ismét mások egyszerűen csak egy „csövet” kötnek, amiből utólag, hőformázással alakítják ki a kívánt formát (ezt csak szintetikus fonalból – nylonból – készült női harisnyák, harisnyanadrágok gyártásánál alkalmazzák). A harisnyanadrágokat általában két külön kötött harisnyaszár utólagos egyesítésével (összevarrásával) állítják elő, de vannak olyan gépek is, amelyek egy darabban kötik meg a teljes harisnyanadrágot.
A nagy átmérőjű körkötőgépeket többnyire végáruk készítésére használják, amiből szabással-varrással állítják elő a kívánt árucikket. E gépfajta egy csoportját az úgynevezett testátmérőjű körkötőgépek alkotják, amelyek átmérője – mint az elnevezésből kitűnik – az emberi test méretéhez igazodik, ennélfogva ezeken olyan csövet kötnek, amiből oldalvarrás nélkül készíthetők például atlétatrikók, T-ingek, pólóingek stb. Ez a kialakítás jelentős anyag- és munkamegtakarítást jelent. Ma már vannak olyan változataik is ezeknek a gépeknek, amelyeken sokoldalúbb formakialakításra van mód, így például egy egész kötött ruhát meg lehet rajtuk kötni úgy, hogy jóformán semmilyen utólagos konfekcionálásra nincs szükség (tehát ezek is „egybekötött ruhadarabok”).
Hasonlóképpen végáruk készítésére szolgálnak a láncrendszerű kötőgépek, bár egyes változataik szalagok, mintás díszítőpántok előállítására készülnek. Különösen érvényes ez a horgológépekre. A lánchurkológépeken általában alsóruházati cikkek, fűzőáruk, fürdőruhák kelméit állítják elő, a raschel-gépek leggyakoribb felhasználása a csipke- és függönygyártás, valamint egyes bútorhuzatkelmék készítése.

### Műszaki alkalmazások
A ruházati cikkek mellett ma már egyre nagyobb jelentőségre tesznek szert – és nagy fejlődést mutatnak – a kötött kelmék műszaki alkalmazásai. Ebben a vezető szerepet ez idő szerint a raschel-gépek játsszák. Ezeken készítik a magas- és mélyépítő iparban, a mezőgazdaságban, a halászatban, a járműiparban, a szállításoknál stb. elterjedten használt különféle hálókat, de készítenek rajtuk egy darabban kötött zsákokat, a földmunkáknál használt erősítő anyagokat (ún. geotextíliákat) stb. Kihasználva a körkötőgépek azon sajátosságát, hogy cső alakú kelmét készítenek, ipari felhasználásra gyártanak rajtuk különféle tömlőket, zsinórokat. Az így kötött tömlőket azután megfelelő bevonattal ellátva folyadékok, gázok vezetésére lehet felhasználni. Alkalmasak ezek a gépek kábelszigetelések készítésére is. Az a körülmény, hogy a síkkötőgépeken bonyolult, háromdimenziós alakzatok is megköthetők, alkalmassá teszi őket arra, hogy például műanyag szerkezetek vázanyagaként szolgáljanak. Két tűágyas raschel-gépek és körkötőgépek bizonyos típusain olyan vastag (3‑60 mm), üreges szerkezetű kelmék is előállíthatók, amelyek rugalmasan összenyomhatók és pl. habszivacs helyettesítésére szolgálhatnak a bútoriparban, a gyógyászati segédeszközök készítésénél, a védőruha-gyártásban és több más alkalmazási területen.

### Egészségügyi, gyógyászati alkalmazások
Sokféle kötött kelmét alkalmaznak rugalmas kötszerek előállítására, kötőgépen készülnek a különböző szorítóerejű egészségügyi harisnyák, és készítenek kötőgépen érprotéziseket, a sérv kezelésében használt hálókat és más orvosbiológiai textilanyagokat is.
| Termékcsoport                                                                  | Síkkötőgép | Kis átmérőjű körkötőgép | Nagy átmérőjű körkötőgép | Síkhurkológép (cotton-gép) | Sík tűágyas láncrendszerű kötőgép | Kör tűágyas láncrendszerű kötőgép |
| Pulóver, kardigán, középfinom és durva kötésű ruhák                            | +          |                         | +                        | +                          |                                   |                                   |
| Ing, blúz; könnyű, finom ruhaanyagok                                           |            |                         | +                        | +                          | +                                 |                                   |
| Női ruhaanyagok                                                                | +          |                         |                          | +                          | +                                 |                                   |
| Fürdőruha- és sportruházati kelmék                                             |            |                         | +                        |                            | +                                 |                                   |
| Hálóruházat, otthoni ruházat                                                   |            |                         | +                        |                            | +                                 |                                   |
| Testi fehérnemű                                                                |            |                         | +                        |                            | +                                 |                                   |
| Harisnya, harisnyanadrág, zokni                                                |            | +                       |                          | +                          | +                                 |                                   |
| Bébi- és gyermekruházati cikkek                                                | +          | +                       | +                        |                            |                                   |                                   |
| Szalagok, pántok, szegélyek                                                    | +          | +                       |                          |                            | +                                 |                                   |
| Sál, sapka                                                                     | +          | +                       |                          |                            | +                                 |                                   |
| Kötött kesztyű                                                                 | +          |                         |                          |                            |                                   |                                   |
| Szabott kesztyű                                                                |            |                         | +                        |                            | +                                 |                                   |
| Fűzőáruk                                                                       |            |                         |                          |                            | +                                 |                                   |
| Törülközők                                                                     |            |                         |                          |                            | +                                 |                                   |
| Csipkék, függönyök                                                             |            |                         |                          |                            | +                                 |                                   |
| Dekorációs kelmék                                                              |            |                         | +                        |                            | +                                 |                                   |
| Ágyneműk                                                                       |            |                         | +                        |                            | +                                 |                                   |
| Bútorhuzatok                                                                   | +          |                         | +                        |                            | +                                 |                                   |
| Műszőrme                                                                       |            |                         | +                        |                            | +                                 |                                   |
| Textiltapéták                                                                  |            |                         |                          |                            | +                                 |                                   |
| Csomagolóhálók                                                                 |            |                         |                          |                            | +                                 | +                                 |
| Szűrőkelmék, hóvédő sövények, építőipari hálók, halászhálók, sporthálók        |            |                         |                          |                            | +                                 |                                   |
| Kábel burkolatok, zsinórok                                                     |            | +                       |                          |                            |                                   | +                                 |
| Műbőr-hordozókelmék                                                            |            |                         | +                        |                            | +                                 |                                   |
| Gyógyászati eszközök (érprotézisek, mesterséges szívbillentyűk, sztentek stb.) |            | +                       |                          |                            | +                                 |                                   |
| Kötszerek, gyógyászati segédeszközök                                           | +          | +                       | +                        |                            | +                                 | +                                 |